# Newport Harbor Nautical Museum
Das Newport Harbor Nautical Museum ist ein Schifffahrtsmuseum in Newport Beach im US-Bundesstaat Kalifornien. Die am Hafen gelegene Einrichtung befindet sich auf der Balboa Peninsula an der Newport Bay, einer Bucht mit Verbindung zum Pazifischen Ozean.

## Geschichte
Das Museum öffnete 1986 seine Pforten. Zu diesem Zeitpunkt war die Ausstellung noch in einem Gebäude am Balboa Boulevard untergebracht und verfügte über nur einen Raum. Das Museum wurde von ehrenamtlichen Mitarbeitern betrieben. 
Wenige Jahre darauf wurden die Räumlichkeiten zu eng. 1994 beschloss man den Umzug an einen geeigneten Ort. Der alte Raddampfer Pride of Newport, der im Hafen vor Anker lag, wurde ab 1995 zur neuen Heimat erkoren. Eine größere Fläche und eine professionelle Organisation machten das Museum attraktiver.
Die Entwicklung ging stetig voran. Ende 2005 erwarb das Museum von der benachbarten Balboa Fun Zone eine Fläche von 3.100 Quadratmetern, auf der die Errichtung eines neuen Gebäudekomplexes vorgesehen war. Seit Dezember 2006 stehen die ersten zwei Ausstellungsräume den Besuchern offen.
Die Planungen für eine weitere Expansion laufen. Die bestehenden Gebäude sollen durch weitere gläserne Pavillons ergänzt werden. In naher Zukunft soll die museumseigene Anlegestelle zudem Platz für historische Segelschiffe bieten.

## Ausstellung
Das Museum verfügt momentan über zwei Ausstellungsräume, die bis 2010 um weitere ergänzt werden sollen.
Der Richard and Betty Steele Model Pavilion beherbergt eine Sammlung aller Arten von Schiffsmodellen. Dazu gehört auch ein Modell aus 22-karätigem Gold und Silber. Zusätzlich können hier einige der annähernd 58.000 Fotografien betrachtet werden, die sich im Besitz des Museums befinden. Die Bilder zeigen Motive des örtlichen Hafens und reichen teilweise bis in die 1890er-Jahre zurück. 
Im East Wing befinden sich Aquarien mit einer Vielzahl verschiedener Meerestiere. Ein Streichelbecken ermöglicht unter anderem den direkten Kontakt mit Seesternen. 
Wechselnde Ausstellungen zur Geschichte der Seefahrt sowie Vorträge und Angebote für Schüler ergänzen das Angebot.